# Сага (Естонія)
Сага (ест. Saha) — село в Йиеляхтме, Гар'юмаа, Північна Естонія.

## Капличка
Капличка у Сагі датується приблизно 1220, і була, згідно з дослідженнями, побудована на місці більш раннього язичницького капища, але оригінальна структура була зруйнована під час повстання в 1223 році. Сучасна будівля датується початком XV століття та схожа на монастир Святої Біргіти, побудований приблизно одночасно з капличкою. Каплиця незвично добре зберігся і не зазнала жодних серйозних змін від моменту будівництва. Архітектура будівлі вказує на оборонну функцію споруди.